# 김상호 (1989년)
김상호(金湘虎, 1989년 5월 10일 ~ )는 전 KBO 리그 롯데 자이언츠의 내야수이자, 현 양산베이스볼클럽 야구부의 감독이다.

## 선수 시절

### 롯데 자이언츠시절
2012년 9월 22일에 장원삼을 상대로 데뷔 첫 타석에서 안타를 쳤다. 2013년 초에 신고선수로 전환됐다가 다시 정식 선수로 승격됐다.

### 상무 야구단시절
2013년에 입단하였다.

### 롯데 자이언츠복귀
2015년에 복귀하였다. 2016년에 박종윤의 부진으로 주전 1루수로 활동했다. 암에 걸려 2018년부터 경기에 출장하지 못했다. 2020년 10월 8일에 방출됐다.

## 야구선수 은퇴 후
2024년부터 양산베이스볼클럽 야구부의 감독으로 활동했다.

## 출신 학교
- 서울청구초등학교
- 홍은중학교
- 장충고등학교
- 고려대학교

## 통산 기록
| 연도 | 팀명  | 타율  | 경기 | 타수 | 득점 | 안타 | 2루타 | 3루타 | 홈런 | 루타 | 타점 | 도루 | 도실 | 볼넷 | 사구 | 삼진 | 병살 | 실책 |
| ---- | ----- | ----- | ---- | ---- | ---- | ---- | ----- | ----- | ---- | ---- | ---- | ---- | ---- | ---- | ---- | ---- | ---- | ---- |
| 2012 | 롯데  | 0.167 | 8    | 12   | 1    | 2    | 0     | 0     | 0    | 2    | 0    | 0    | 0    | 3    | 0    | 5    | 0    | 1    |
| 2013 | 롯데  | 0.205 | 25   | 44   | 5    | 9    | 3     | 0     | 0    | 12   | 3    | 0    | 0    | 5    | 0    | 11   | 1    | 0    |
| 2016 | 롯데  | 0.290 | 114  | 366  | 39   | 106  | 20    | 0     | 7    | 147  | 56   | 3    | 1    | 38   | 4    | 84   | 10   | 6    |
| 2017 | 롯데  | 0.228 | 80   | 101  | 7    | 23   | 3     | 1     | 0    | 28   | 7    | 0    | 3    | 11   | 2    | 22   | 4    | 0    |
| 통산 | 4시즌 | 0.268 | 227  | 523  | 52   | 140  | 26    | 1     | 7    | 189  | 66   | 3    | 4    | 57   | 6    | 122  | 15   | 7    |